# It Ain't Half Hot Mum
It Ain't Half Hot Mum är en brittisk komediserie som sändes i åtta säsonger på BBC mellan 1974 och 1981.

## Handling
En grupp fältartister i Brittiska Indien gör sitt bästa för att undvika att skickas ut i strid i slutskedet av andra världskriget.

## Rollista i urval
- Windsor Davies - fanjunkare Williams
- Don Estelle - menige Sugden
- Melvyn Hayes - korpral Beaumont
- Donald Hewlett - överste Reynolds
- Michael Knowles - kapten Ashwood
- Christopher Mitchell - menige Parkin
- John Clegg - menige Graham
- Stuart McGugan - menige MacKintosh
- Mike Kinsey - menige Evans
- Kenneth MacDonald - menige Clark
- Michael Bates - Rangi Ram (säsong 1-5)